# Scoposcartula tobiasi
Scoposcartula tobiasi är en insektsart som beskrevs av Cavichioli et Mejdalani 1997. Scoposcartula tobiasi ingår i släktet Scoposcartula och familjen dvärgstritar. Inga underarter finns listade i Catalogue of Life.